# شوتزمان‌شافت
شوتزمان‌شافت (به آلمانی: Schutzmannschaft) نیروهای پلیس کمکی محلی بودند که در طول جنگ جهانی دوم در مناطقی از اتحاد جماهیر شوروی و کشورهای بالتیک که توسط آلمان نازی اشغال شده بودند، به آن‌ها در تأمین امنیت مناطق اشغالی کمک می‌کردند. هاینریش هیملر، رئیس اس‌اس، شوتزمان‌شافت را در ۲۵ ژوئیه ۱۹۴۱ تأسیس کرد و آن را زیر نظر پلیس نظم (اوردنونگس‌پولیتزای یا اورپو) قرار داد. در اواخر سال ۱۹۴۱، حدود ۴۵٬۰۰۰ تن در واحدهای شوتزمان‌شافت مشغول خدمت بودند و نیمی از آنها به شکل گردان خدمت می‌کردند. در طول سال ۱۹۴۲، شوتزمان‌شافت به تقریباً ۳۰۰٬۰۰۰ عضو گسترش یافت و گردان‌هایش حدود یک سوم یا کمتر از نیمی از نیروهای محلی را تشکیل می‌دادند. در همه جا، پلیس محلی چندین برابر تعداد کارکنان معادل آلمانیش بود. در اکثر نقاط، نسبت آلمانی‌ها به بومی‌ها در حدود ۱ به ۱۰ بود.
گردان‌های کمکی پلیس (Schutzmannschaft-Bataillonen) برای تأمین امنیت در سرزمین‌های اشغالی، به ویژه مبارزه با مقاومت‌های ضد نازی، ایجاد شدند. بسیاری از این گردان‌ها در هولوکاست نقش داشتند و باعث کشته شدن هزاران یهودی شدند. معمولاً این گردان‌ها از یگان‌های داوطلبی تشکیل می‌شدند و مستقیماً درگیر جنگ نبودند. در مجموع، حدود ۲۰۰ گردان تشکیل شد. تقریباً ۲۱ گردان کمکی پلیس استونی‌تبار، ۴۷ لتونیایی‌تبار ، ۲۶ لیتوانیایی ، ۱۱ بلاروسی ، ۸ تاتار ، و ۷۱ اوکراینی وجود داشتند. نفرات هر گردان حدود ۵۰۰ تن بود، اما اندازه واقعی آنها در موارد گوناگون تنوع بسیار داشت. آنها نباید با گردان‌های محلی پلیس نظم آلمان (SS-Polizei-Bataillone) که میان سال‌های ۱۹۳۹ و ۱۹۴۵ تشکیل شده بودند و همچنین در هولوکاست شرکت داشتند، اشتباه گرفته شوند.
پلیس نظم بر پایه ملیت شوتزمان‌شافتهای متفاوتی در چندین کشور سازماندهی کرد (به پلیس کمکی بلاروس، پلیس کمکی استونی، پلیس کمکی لتونی، گردان‌های پلیس کمکی لیتوانی و پلیس کمکی اوکراین مراجعه کنید).